# Philonesia pitcairnensis
Philonesia pitcairnensis é uma espécie de gastrópode  da família Helicarionidae.
É endémica de Pitcairn.